# Teodozia Bryj
Teodozia Markivna Bryj (ukrainien : Теодозія Бриж ; ), né en 1929 et morte en 1999, était une sculptrice soviétique.
Elle sortait en 1956 de l'académie nationale des Arts de Lviv artiste émérite d'U.R.S.S., elle repose au cimetière de Lytchakiv.

## Quelques œuvres dans le domaine public

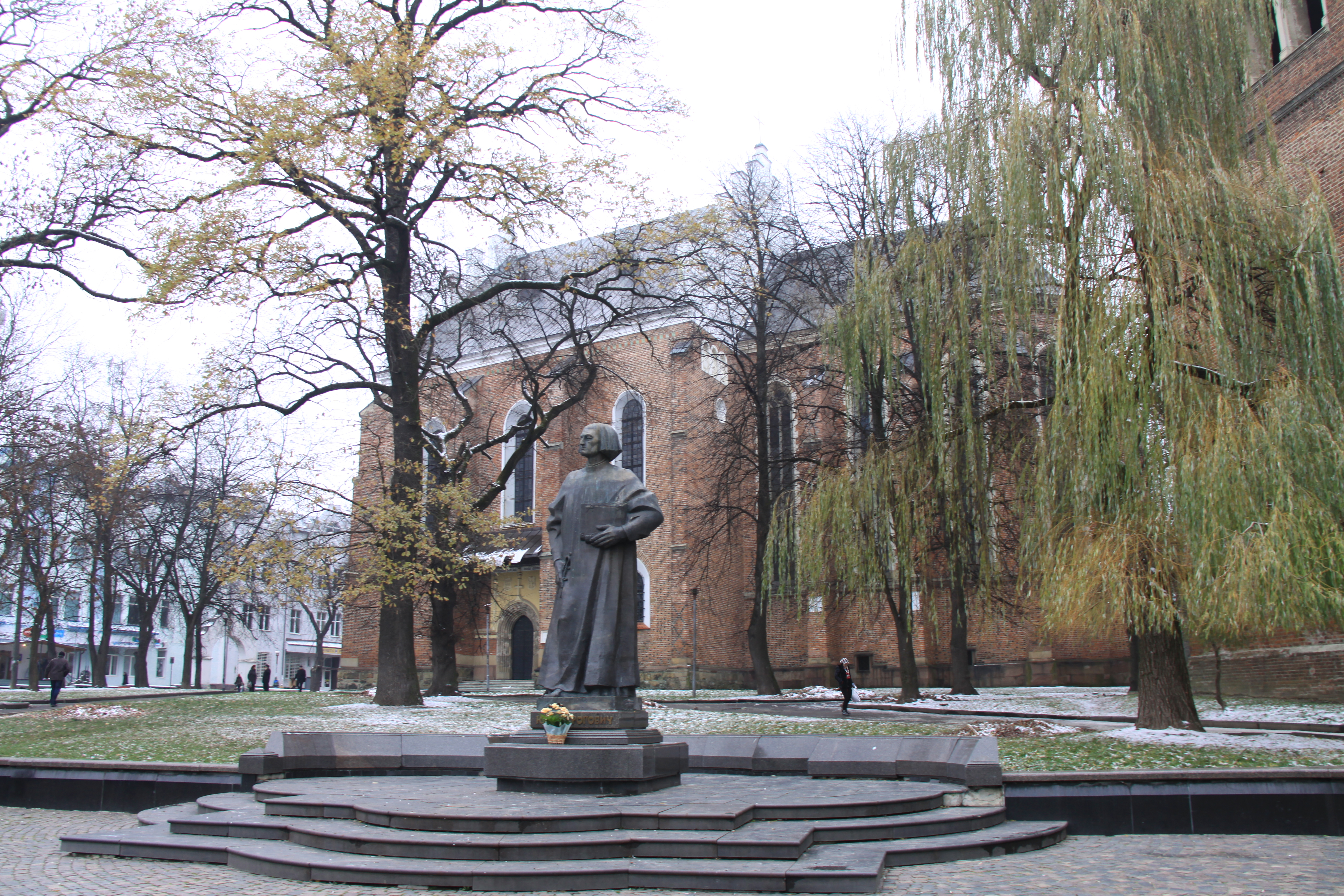
Monument à Youri Drohobytch monument classé[2] à Lviv.
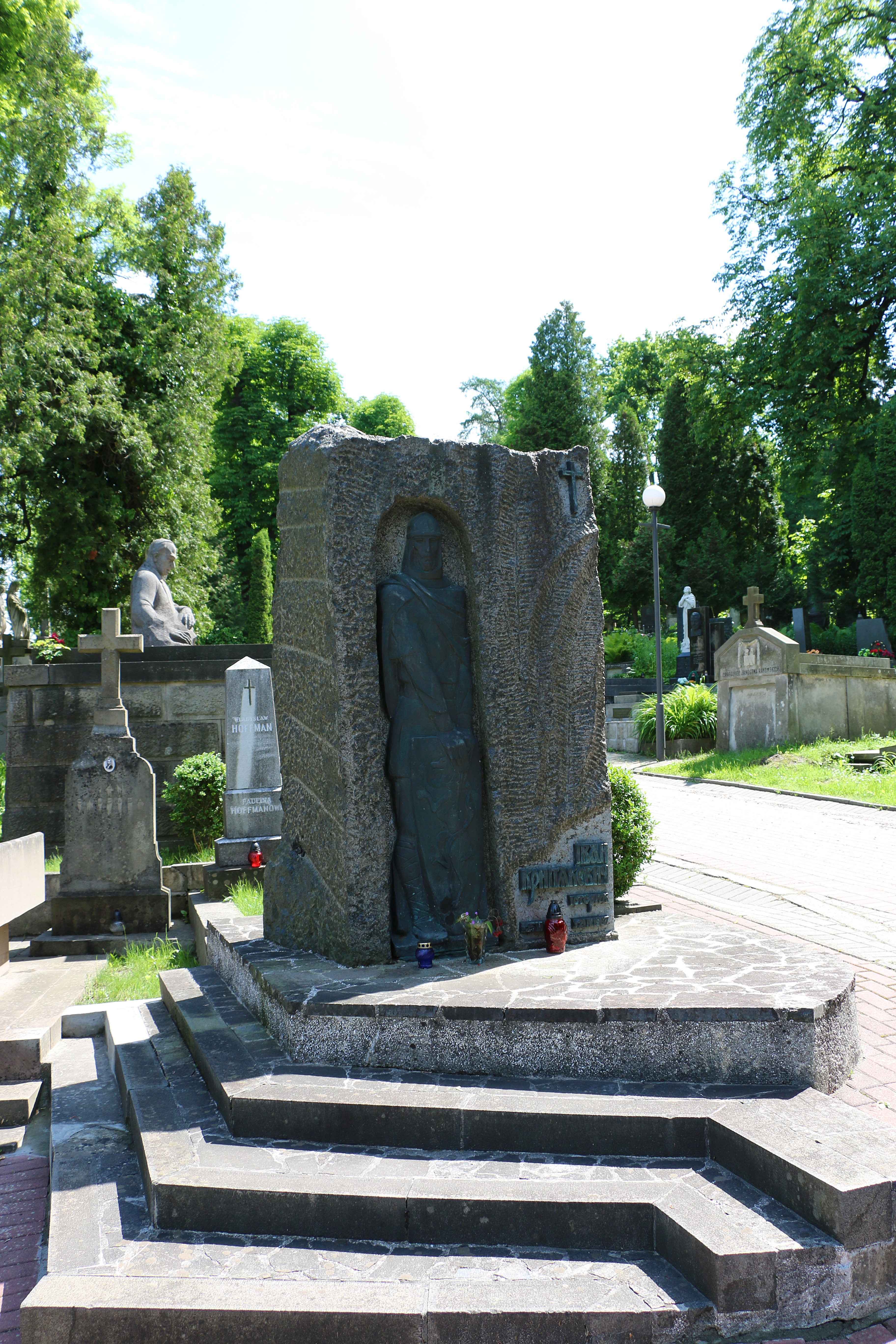
Monument à Ivan Krypiakevytch classé[3].
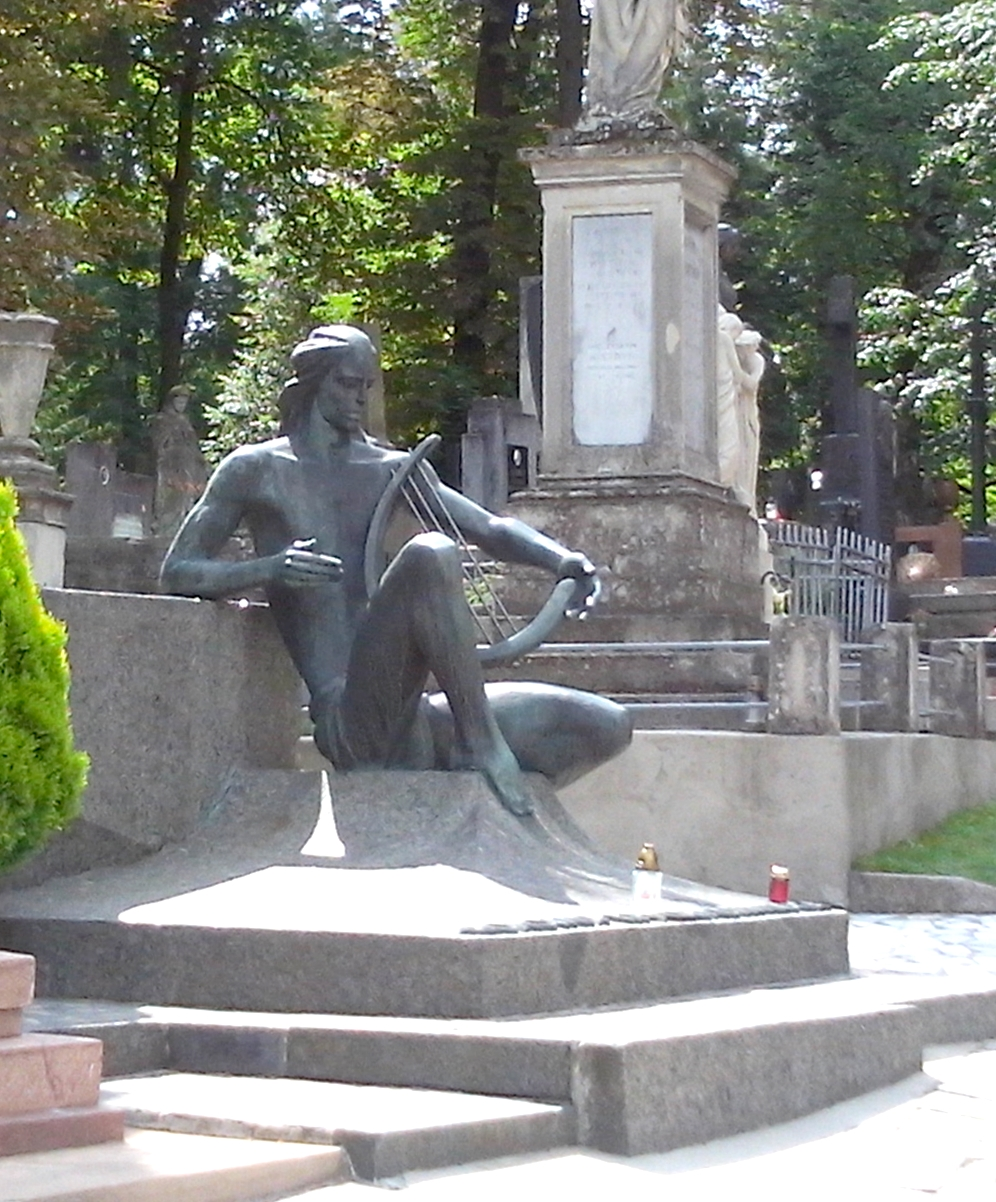
Monument à Solomiya Krushelnytska classé[4].

## Commémoration
- Musée Teodozia Bryj affilié à la Galerie d'art de Lviv.

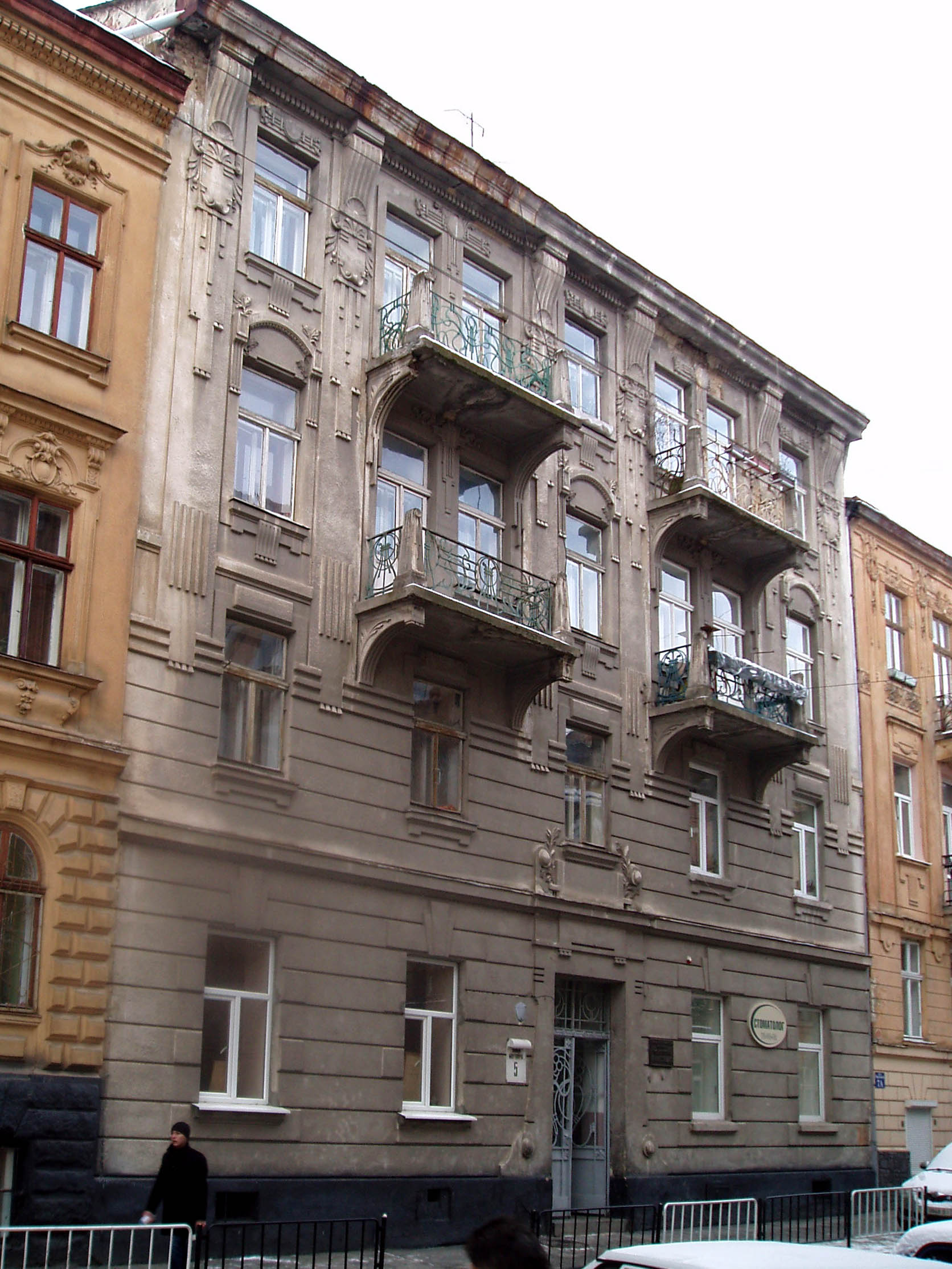
Dans sa maison classée.